# Вступ Ірландії до Європейських Співтовариств
Вступ Ірландії до Європейських Співтовариств — це політичний процес, який дозволив Ірландії приєднатися до ЄЕС (який у 1993 році став Європейським Союзом) 1 січня 1973 року. Таким чином Європейське економічне співтовариство було розширено до 9 держав (Ірландія увійшла одночасно з Королівством Данія та Сполученим Королівством).